# Marija Abakumova
Marija Vasilijevna Abakumova (rusko Мария Васильевна Абакумова), ruska atletinja, * 15. januar 1986, Stavropol, Sovjetska zveza.
Nastopila je na poletnih olimpijskih igrah v letih 2008 in 2012, leta 2008 je osvojila naslov olimpijske podprvakinje v metu kopja, ki ji je bil leta 2016 odvzet zaradi dopinga. Na svetovnih prvenstvih je leta 2011 osvojila naslov prvakinje ter bronasti medalji v letih 2009 in 2013. 